# Bombardeo de Yokosuka
El bombardeo de Yokosuka fue un ataque aéreo dirigido por los Estados Unidos el 18 de julio de 1945, durante las últimas semanas de la Segunda Guerra Mundial. El acorazado japonés Nagato era el objetivo principal de la incursión, aunque otras buques y posesiones antiaéreas presentes en el Arsenal Naval de Yokosuka también fueron atacados.